# Björn Ingolfssons ätt
Björn Ingolfssons ätt är ett nutida konventionellt namn på en svensk medeltida frälseätt som fått sitt namn från stamfadern Björn Ingolfsson. Ätten utslocknade före Sveriges Riddarhus grundande 1626, varför den aldrig upptogs där som medlem. Medlemmarna förde i sina vapen en sänkt sparre, på en två gånger styckad sköld, också kallad "balksparre".

## Historia
Björn Ingolfsson nämns 11 oktober 1298 i ett jordbyte med ärkebiskop Nils i Uppsala.
Ragnhild, dotter till ”Spiælbudæ” och hustru till Björn Ingolfsson, upprättar sitt testamente år 1303 utan datum, beseglat med sigill av ärkebiskop Nils i Uppsala samt uppsalakanikerna Mattias och Nils, där ett rikt nätverk av medeltida personer räknas upp när hon väljer hon sin gravplats i den heliga jungfuns kapell i Uppsala kyrka och till testamentsexekutorer utser: ärkebiskopen i Uppsala, domprosten Andreas i Uppsala och herr Bengt Bosson, samt vittnen, församlingsmedlemmar i Dalby kyrka: prästen Anders i Dalby kyrka, Torbjörn från Tuna, Emund och Inge i Nyby, Nils, Johannes och ”boddi” i Hässle, Ulf och Kettilvast i Säby, förvaltarna Lars och Olof i Gräna, Peter i Nibble, Björn Sunesson, Anders, Ingevald och Sigvast i Ubby, förvaltarna ”Ospaker” och Jakob i Tuna, Ingemund smed, Tord i Ännesta, ”Tubbi” i Älvesta, ”botti” i Brunna, Erland, Inge och många fler från nämnda församling.
Björn Ingolfsson nämns sista gången 3 juni 1316, när han tillsammans med Andreas Jonsson, Peter Olofsson, magister Tidemannus beseglar ett testamente utfärdat av Uppsalas domprost, Andreas.

## Släkttavla
1. Björn Ingolfsson gift med Ragnhild Spjälbodsdotter (testamente år 1303). [4]
  1. Nils Björnsson. 
    1. Elin Nilsdotter, gift med Germund Håkansson (Lännaätten).

  2. Eventuellt Olof Björnsson? Tidigare har länge anförts i litteraturen att Olof Björnsson (svensk ärkebiskop av Uppsala stift från 1314 till sin död 1332) skulle ha varit son till Björn Näf, men med senare forskning har framkommit att han inte förde färlavapnet och företer inte heller i övrigt någon anknytning till honom, Färla, Björn Näfs ätt eller andra personer med samma vapen, och på Rötters anbytarforum har föreslagits att han var bror till Nils Björnsson, och då möjligen son till Björn Ingolfsson.